# Gaj (Śnieżkowice)
Gaj – nieoficjalna nazwa części wsi Śnieżkowice w Polsce położona w województwie świętokrzyskim, w powiecie ostrowieckim, w gminie Waśniów.

## Historia
Według Słownika geograficznego Królestwa Polskiego nazwa miejscowości była typowa dla wielu drobniejszych osad zakładanych wśród gajów – miejsc przeważnie pagórkowatych, suchych, porosłych drzewami liściastymi – i dlatego chętnie wybieranych na siedziby ludzkie oraz miejsca odbywania obrzędów religijnych w epoce pogańskiej. Nie było gajów tam, gdzie nie było lasów liściastych. Stąd nazwa ta rzadko pojawia się na prawym brzegu Wisły.
Gaj był folwarkiem dóbr Chocimów, w powiecie opatowskim, gminie i parafii Waśniów, wspominany już przez Długosza.

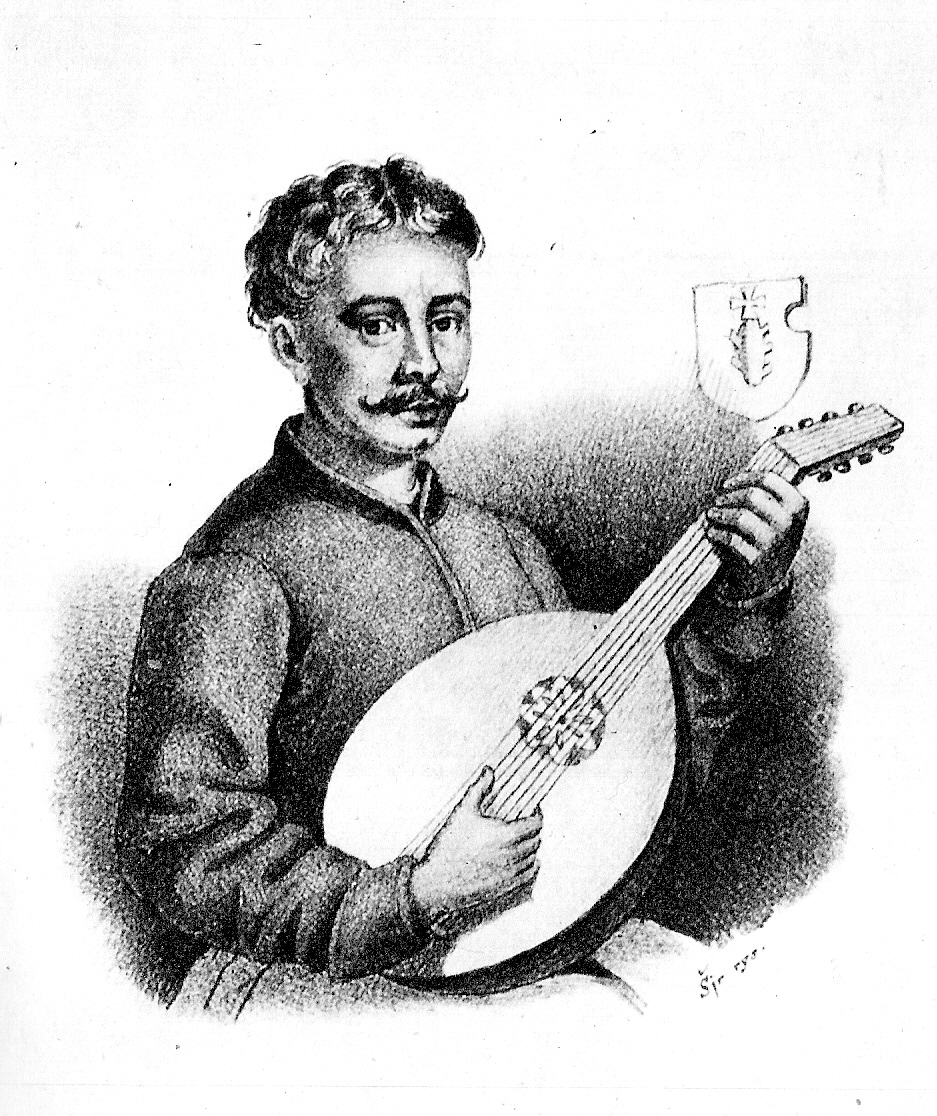
Wespazjan Kochowski
1633-1700

W 1633 roku urodził się tu i mieszkał do roku ok. 1660 historyk i poeta polskiego baroku – Wespazjan Kochowski.
W 1827 roku Gaj posiadał tylko 1 dom i 4 mieszkańców. Spis wsi i osad guberni radomskiej z 1878 roku nie wymienia go już wcale.

## Problem lokalizacji miejsca rodzinnego dworu Kochowskich
Szereg biografii poety podaje nieprecyzyjnie np. "Urodził się na początku 1633 roku w Gaju (Sandomierskie)", ...u podnóża Gór Świętokrzyskich". Lokalizacja dworu Kochowskich nie została do tej pory ustalona.
Sprzedaż dworu za życia poety (1660), obecne nieistnienie dworu poety i miejscowości oraz popularność nazwy Gaj utrudnia identyfikację. Istnieje kilka teorii – prawdopodobnych lokalizacji w okolicach Waśniowa:
| lp. | opis | współrzędne geograficzne                                              | uwagi |
| --- | --- | --------------------------------------------------------------------- | ----- |
| 1   | Gaj – przysiółek pomiędzy Śnieżowicami, Boksycami a Zajączkowicami istniejący na współczesnych mapach topograficznych – przyjmowany powszechnie | 50°53′15″N 21°14′30″E/50,887500 21,241667                             | [ 5 ] |
| 2   | Gaj w Zagajach Boleszyńskich | 50°57′00,000″N 21°13′00,001″E/50,950000 21,216667                     | [ 5 ] |
| 3   | Gaj w Zagajach Grzegorzewskich | 50°53′11,67″N 21°10′26,10″E/50,886575 21,173917                       | [ 5 ] |
| 4   | Strupice-Gaj | pozycja przybliżona 50°54′11,002″N 21°14′34,001″E/50,903056 21,242778 | [ 6 ] |
| 5   | Gaj oznaczony na austriackiej mapie Antoniego Mayera von Heldensfelda z roku 1804, zlokalizowany w połowie drogi między wsiami należącymi do Kochowskich: Dobruchną a Kowalkowicami. Dodatkowym argumentami są: fragmenty cegieł i ceramiki typowej dla XVII w występujące powierzchniowo na miejscu po nieistniejącym dworze oraz widok na Święty Krzyż z miejsca po dworze, opisywanego w wierszach poety | pozycja przybliżona 50°53′38,080″N 21°12′17,644″E/50,893911 21,204901 | [ 5 ] |